# Eddie Duchin
Eddy Duchin (Cambridge, 1909. április 1. vagy 1910. április 10. – New York, 1951. február 9.) amerikai dzsesszzongorista, zenekarvezető.

## Pályakép
Bár Eddy Duchin gyógyszerésznek tanult, a 20-as évek végén úgy döntött, hogy hivatásos zenész lesz, és meghallgatásra ment a Leo Reisman Orchestra zongistájának helyére. Mgszerezte az állást. A következő három évben Reisman zenekarának tagjaként szerepelt a New York-i Central Park Casinoban. Látványos zongorajátékának köszönhetően hamar népszerűvé vált.
1931-ben megalapította saját zenekarát. Milt Shaw, hegedűs mellett Duchin számos elegáns helyen szerepelt, különféle rádióműsorokat vett részt, szerepelt olyan filmekben (Coronado, 1935) The Hit Parade (1937).
Lemezszerződést először az RCA Records-szal, később a Brunswick Records-szal és a Columbia Records-szal is.
A Pearl Harbor elleni japán támadás után belépett a haditengerészethez. 1945-ben elkezdte vezetni zenekarát, ám egészségi állapota fokozatosan romlott.
Bár sokáig csupán társasági szórakoztatóiparosnak tartották, a Duchin zenekara néhány alkalommal a hatóságok által kifogásolt lemezt is készített. Az „Old Man Mose”-ot be is tiltották.
Eddy Duchin 1951. február 9-én, 41 éves korában a manhattani Memorial Hospitalban halt meg leukémiában.

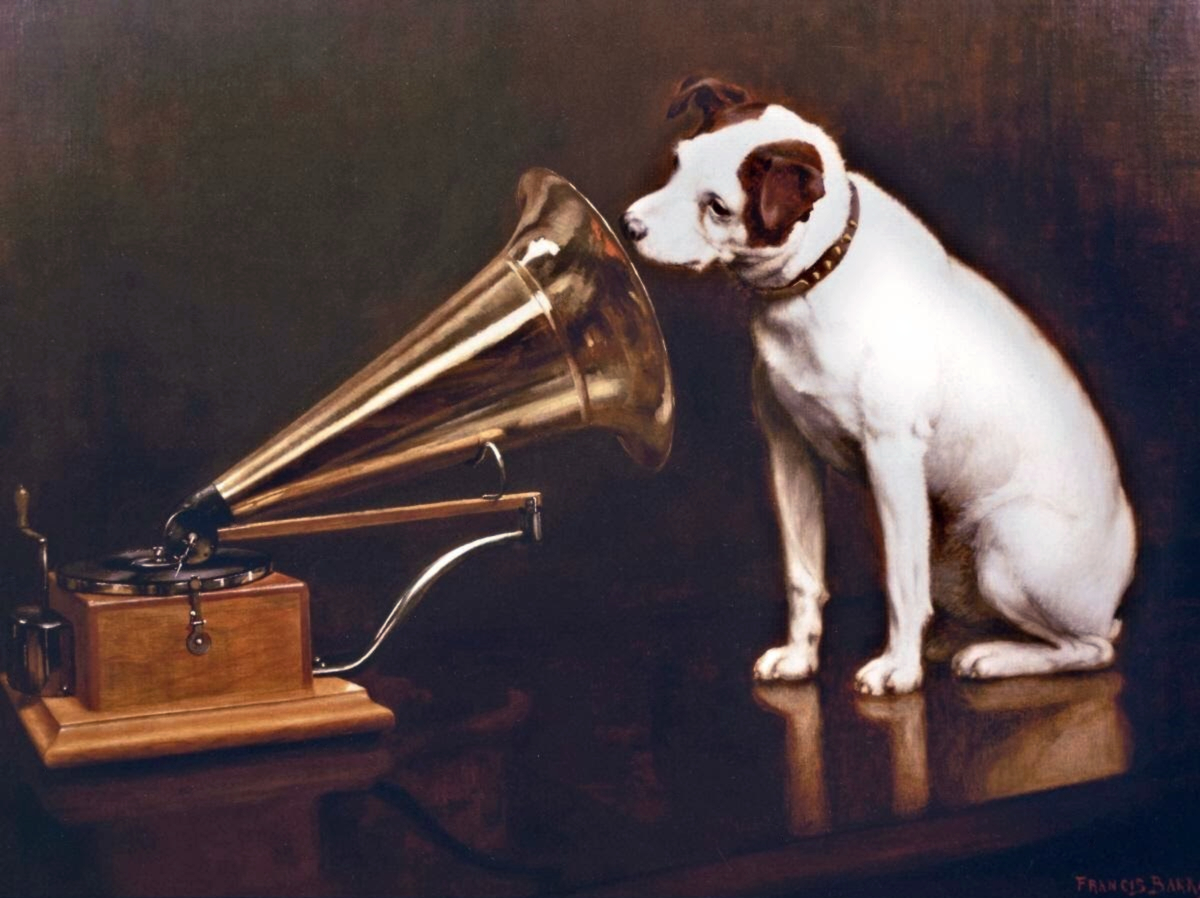
RCA Records
„His Master's Voice”

## Lemezek
- MusicBrainz!

## Filmek
- The Eddy Duchin Story − 1956-os amerikai életrajzi film Eddy Duchin zongoristáról, zenekarvezetőről Tyrone Power és Kim Novak főszereplésével. A filmet Samuel A. Taylor írta, George Sidney rendezte. Harry Stradlingot Oscar-díjra jelölték operatőri munkájáért. 1956 egyik legnagyobb bevételt hozó filmje volt. Carmen Cavallaro Duchin stílusának jellegzetes elemeit építette be a filmzenébe.
- Eddy Duchin az IMDb-n